# Allmendingen (Niemcy)
Allmendingen – miejscowość i gmina w Niemczech, w kraju związkowym Badenia-Wirtembergia, w rejencji Tybinga, w regionie Donau-Iller, w powiecie Alb-Donau, siedziba wspólnoty administracyjnej Allmendingen. Leży w Górnej Szwabii, nad rzeką Schmiech, ok. 22 km na południowy zachód od Ulm.